# Tomoyasu Naito
Tomoyasu Naito (født 11. september 1986) er en japansk fodboldspiller.
Han har spillet for flere forskellige klubber i sin karriere, herunder Nagoya Grampus Eight, Avispa Fukuoka, Montedio Yamagata og Fukushima United FC.